# Aepus gracilicornis desertarum
Aepus gracilicornis desertarum é uma subespécie de insetos coleópteros pertencente à família Carabidae.
A autoridade científica da subespécie é Colas & Mateu, tendo sido descrita no ano de 1958.
Trata-se de uma subespécie presente no território português.